# Anchichoerops natalensis
Anchichoerops natalensis är en fiskart som först beskrevs av John Dow Fisher Gilchrist och Thompson, 1909.  Anchichoerops natalensis ingår i släktet Anchichoerops och familjen läppfiskar. IUCN kategoriserar arten globalt som livskraftig. Inga underarter finns listade i Catalogue of Life.